# Mazarrón
Mazarrón is een stad en gemeente aan de Spaanse zuidoostkust, in de provincie en regio Murcia. De gemeente telt 35.099 inwoners (2024)
De gemeente bestaat uit het landinwaarts gelegen Mazarrón, de haven- en badplaats Puerto de Mazarrón, Bolnuevo en een aantal kleinere kernen zoals de urbanisaties Country Club en Camposol. 
"Las Gredas" zijn bijzondere kalksteenformaties bij Bolnuevo.

## Demografische ontwikkeling
Bron: INE; 1857-2011: volkstellingen
Abanilla · Abarán · Águilas · Albudeite · Alcantarilla · Aledo · Alguazas · Alhama de Murcia · Archena · Beniel · Blanca · Bullas · Calasparra · Campos del Río · Caravaca de la Cruz · Cartagena · Cehegín · Ceutí · Cieza · Fortuna · Fuente Álamo de Murcia · Jumilla · La Unión · Las Torres de Cotillas · Librilla · Lorca · Lorquí · Los Alcázares · Mazarrón · Molina de Segura · Moratalla · Mula · Murcia · Ojós · Pliego · Puerto Lumbreras · Ricote · San Javier · San Pedro del Pinatar · Santomera · Torre-Pacheco · Totana · Ulea · Villanueva del Río Segura · Yecla